# Reriutaba (ort)
Reriutaba är en ort i Brasilien.   Den ligger i kommunen Reriutaba och delstaten Ceará, i den östra delen av landet, 1 500 km nordost om huvudstaden Brasília. Reriutaba ligger 153 meter över havet och antalet invånare är 12 076.
Terrängen runt Reriutaba är huvudsakligen platt, men västerut är den kuperad. Närmaste större samhälle är Guaraciaba do Norte, 18,5 km väster om Reriutaba.
Omgivningarna runt Reriutaba är huvudsakligen savann. Runt Reriutaba är det ganska tätbefolkat, med 70 invånare per kvadratkilometer.